# Kadehalli Kaval, Turuvekere
Kadehalli Kaval là một làng thuộc tehsil Turuvekere, huyện Tumkur, bang Karnataka, Ấn Độ.